# 2 Szturmowa Dywizja Lotnicza
2 Szturmowa Dywizja Lotnicza (1 SzDL) – związek taktyczny lotnictwa szturmowego ludowego Wojska Polskiego.

## Formowanie i zmiany organizacyjne
Dywizja organizowana była w ramach kolejnej reorganizacji lotnictwa po zakończeniu II wojny światowej. Naczelny Dowódca Wojska Polskiego rozkazem nr 019/Org. z 22 stycznia 1946 roku polecił dowódcy Lotnictwa Wojska Polskiego przenieść dowództwo 1 Pomorską Mieszaną Dywizję Lotnictwa na etat nr 6/39: 114 żołnierzy zawodowych i 6 kontraktowych.
Realizując plan reorganizacji Wojska Polskiego, do 30 października 1946 roku rozformowano dowództwo 2 Szturmowej Dywizji Lotniczej.

## Struktura organizacyjna
- dowództwo dywizji
- 4 szturmowy pułk lotniczy
- 5 szturmowy pułk lotniczy
- 6 szturmowy pułk lotniczy